# Repeal

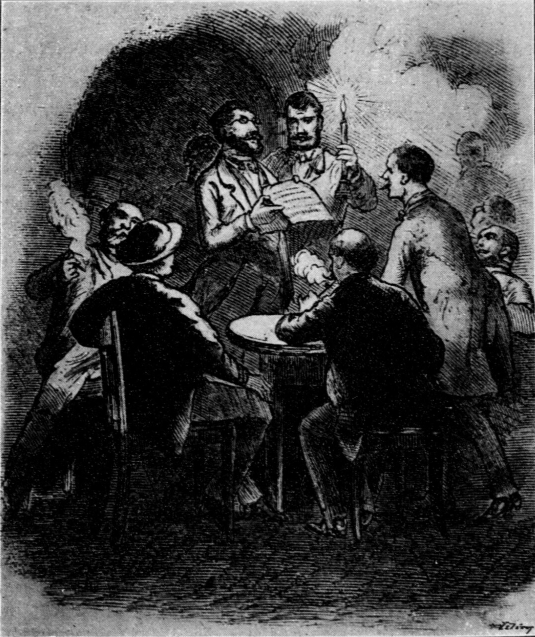
Vilém Gauč v Repealu předčítá občanům pražským (dřevorytina, 60. léta 19. století)

Repeal byl tajný politický klub, který vznikl v Praze na konci roku 1844. Název odkazoval na irské národně osvobozenecké hnutí Repeal Daniela O'Connella. Nejprve šlo o volnou hospodskou společnost (scházející se především v pivovaře sv. Tomáše), někdy na začátku roku 1847 se však více politizovala a radikalizovala. Klub neměl charakter nacionální, neboť jeho členy byli jak Češi, tak Němci. Představoval zárodek radikálně demokratického proudu v české politice (který se v té době vyhraňoval vůči převažujícímu proudu liberálnímu, reprezentovanému především Františkem Palackým a Karlem Havlíčkem Borovským). V předvečer revoluce 1848 klub navštěvovalo asi 40 osob. Byli mezi nimi Vilém Gauč, František Havlíček, Ludvík Ruppert, Emanuel Arnold, Karel Sabina, Vincenc Vávra Haštalský, Jan Slavibor Knedlhans Liblinský ad. Pod vlivem zpráv o revoluci v Itálii zahájili členové Repealu (též zvaní repealisté) v polovině února 1848 letákovou akci. V letácích vylepených po celé Praze vyzývali k odboji proti absolutistickému režimu. Další sadu letáků vylepili poté, co došly 29. února zprávy o revoluci v Paříži. Byl to právě klub Repeal, který inicioval shromáždění ve Svatováclavských lázních 11. března 1848, kterým začal revoluční pohyb i v Čechách (nikoli na Moravě). V revoluci měli však hlavní slovo Palackého liberálové. Radikální demokraté se dostali do centra dění až při Pražském červnovém povstání.